# Ligat ha'Al (baloncesto) 2019-20
La Ligat ha'Al 2019-20 fue la edición número 66 de la Ligat ha'Al, la máxima competición de baloncesto de Israel. Los ocho mejor clasificados accedieron a los playoffs, mientras que el último descendió a la Liga Leumit. El campeón fue el Maccabi Tel Aviv, que lograba su título número 54, en una competición marcada por el parón por el coronavirus y que acabó a finales de julio.

## Equipos Temporada 2019/20
El Maccabi Haifa B.C. ascendió a la máxima categoría desde la Liga Leumit tras ganar en las finales al Hapoel Galil Elyon por 3-1. Por otro lado, el Bnei Herzliya descendió tras acabar en última posición la temporada anterior.
| Equipo                | Ciudad        | Estadio                | Capacidad |
| --------------------- | ------------- | ---------------------- | --------- |
| Hapoel Be'er Sheva    | Be'er Sheva   | Conch Arena            | 3,000     |
| Hapoel Eilat          | Eilat         | Begin Arena            | 1,490     |
| Hapoel Gilboa Galil   | Gan Ner       | Gan Ner Sports Hall    | 2,100     |
| Hapoel Holon          | Holon         | Holon Toto Hall        | 5,500     |
| Hapoel Jerusalem      | Jerusalem     | Jerusalem Payis Arena  | 11,000    |
| Hapoel Tel Aviv       | Tel Aviv      | Drive in Arena         | 3,504     |
| Ironi Nahariya        | Nahariya      | Ein Sarah              | 2,500     |
| Ironi Nes Ziona       | Ness Ziona    | Lev Hamoshava          | 1,200     |
| Maccabi Ashdod        | Ashdod        | HaKiriya Arena         | 2,200     |
| Maccabi Haifa         | Haifa         | Romema Arena           | 5,000     |
| Maccabi Rishon LeZion | Rishon LeZion | Beit Maccabi Rishon    | 2,500     |
| Maccabi Tel Aviv      | Tel Aviv      | Menora Mivtachim Arena | 10,383    |

## Resultados

### Temporada regular
| Pos. | Equipo                | PJ | G  | P  | PF   | PC   | DP   | Pts | Clasificación o descenso   |
| ---- | --------------------- | -- | -- | -- | ---- | ---- | ---- | --- | -------------------------- |
| 1    | Maccabi Tel Aviv      | 21 | 19 | 2  | 1891 | 1588 | +303 | 40  | Clasificados para playoffs |
| 2    | Hapoel Jerusalem      | 21 | 17 | 4  | 1891 | 1674 | +217 | 38  | Clasificados para playoffs |
| 3    | Maccabi Rishon LeZion | 20 | 13 | 7  | 1620 | 1515 | +105 | 33  | Clasificados para playoffs |
| 4    | Hapoel Holon          | 20 | 11 | 9  | 1732 | 1736 | −4   | 31  | Clasificados para playoffs |
| 5    | Maccabi Haifa         | 21 | 11 | 10 | 1793 | 1753 | +40  | 32  | Clasificados para playoffs |
| 6    | Ironi Nes Ziona       | 20 | 9  | 11 | 1707 | 1747 | −40  | 29  | Clasificados para playoffs |
| 7    | Hapoel Gilboa Galil   | 20 | 8  | 12 | 1717 | 1799 | −82  | 28  | Clasificados para playoffs |
| 8    | Hapoel Eilat          | 21 | 8  | 13 | 1723 | 1794 | −71  | 29  | Clasificados para playoffs |
| 9    | Hapoel Tel Aviv       | 21 | 8  | 13 | 1768 | 1835 | −67  | 29  |                            |
| 10   | Ironi Nahariya        | 21 | 8  | 13 | 1703 | 1785 | −82  | 29  |                            |
| 11   | Hapoel Be'er Sheva    | 20 | 7  | 13 | 1623 | 1741 | −118 | 27  |                            |
| 12   | Maccabi Ashdod        | 20 | 4  | 16 | 1565 | 1766 | −201 | 24  | Desciende a Liga Leumit    |

 Fuente: Basket.co.il

### Resultados

#### Rondas 1 a 22
| Local \ Visitante     | HBS    | HEI    | HGG     | HHO    | HJE   | HTA    | INA   | INZ    | MAS    | MHA   | MRL     | MTA     |
| --------------------- | ------ | ------ | ------- | ------ | ----- | ------ | ----- | ------ | ------ | ----- | ------- | ------- |
| Hapoel Be'er Sheva    |        | 88–87  | 81–85   |        | 86–94 | 103–76 | 87–83 | 82–81  |        | 75–77 | 69–75   | 63–80   |
| Hapoel Eilat          | 87–92  |        | 79–78   | 90–81  |       | 71–84  | 61–63 |        | 98–78  | 87–76 | 72–94   | 86–81   |
| Hapoel Gilboa Galil   | 100–73 | 76–74  |         | 95–88  | 98–93 | 68–85  | 76–95 | 96–80  |        | 84–93 | 75–96   | 110–112 |
| Hapoel Holon          | 92–73  | 90–85  | 87–81   |        |       | 89–75  | 86–78 | 99–80  | 103–86 | 88–82 |         | 83–94   |
| Hapoel Jerusalem      | 108–74 | 83–74  | 88–73   | 91–84  |       | 80–91  | 85–55 | 102–71 | 72–51  | 95–81 |         | 98–87   |
| Hapoel Tel Aviv       | 102–97 | 70–87  | 96–93   | 86–90  | 72–90 |        | 96–88 |        | 100–93 | 88–81 | 74–77   | 84–91   |
| Ironi Nahariya        | 87–74  | 84–89  |         | 95–109 | 82–88 | 86–84  |       | 71–79  | 84–68  | 82–87 | 118–114 | 62–89   |
| Ironi Nes Ziona       |        | 101–69 | 106–115 | 78–87  | 81–93 | 95–80  | 83–88 |        | 88–97  | 98–91 | 93–88   | 68–91   |
| Maccabi Ashdod        | 77–79  | 87–98  | 89–91   | 82–69  | 69–84 | 83–76  | 84–96 | 69–93  |        | 91–88 | 81–94   | 57–94   |
| Maccabi Haifa         | 95–80  | 107–85 | 95–83   | 92–60  | 95–87 |        | 84–78 | 84–87  | 91–80  |       | 88–79   | 75–93   |
| Maccabi Rishon LeZion | 80–72  | 80–74  | 90–64   | 84–59  | 65–73 | 94–85  |       | 75–79  | 67–66  | 62–54 |         | 66–81   |
| Maccabi Tel Aviv      | 98–74  | 102–86 |         | 94–76  | 89–73 | 84–74  | 86–65 | 80–71  |        | 91–77 | 75–64   |         |

## Reanudación

### Grupo de líderes
| Pos. | Equipo                | PJ | G  | P  | PF   | PC   | DP   | Pts | Clasificación o descenso   |
| ---- | --------------------- | -- | -- | -- | ---- | ---- | ---- | --- | -------------------------- |
| 1    | Maccabi Tel Aviv      | 28 | 24 | 4  | 2554 | 2144 | +410 | 52  | Clasificados para playoffs |
| 2    | Hapoel Jerusalem      | 28 | 22 | 6  | 2513 | 2238 | +275 | 50  | Clasificados para playoffs |
| 3    | Maccabi Rishon LeZion | 28 | 17 | 11 | 2330 | 2207 | +123 | 45  | Clasificados para playoffs |
| 4    | Hapoel Holon          | 28 | 12 | 16 | 2347 | 2514 | −167 | 40  | Clasificados para playoffs |

 Fuente: Basket.co.il
| Local \ Visitante     | MTA    | HJE   | MRL   | HHO    |
| --------------------- | ------ | ----- | ----- | ------ |
| Maccabi Tel Aviv      |        | 86–80 | 77–86 | 103–65 |
| Hapoel Jerusalem      | 82–93  |       | 93–86 | 102–67 |
| Maccabi Rishon LeZion | 92–90  | 73–88 |       | 98–81  |
| Hapoel Holon          | 69–100 | 81–93 | 74–93 |        |

### Grupo resto de equipos
| Pos. | Equipo              | PJ | G  | P  | PF   | PC   | DP   | Pts | Clasificación o descenso               |
| ---- | ------------------- | -- | -- | -- | ---- | ---- | ---- | --- | -------------------------------------- |
| 5    | Hapoel Gilboa Galil | 29 | 16 | 13 | 2498 | 2530 | −32  | 45  | Clasificados para playoffs             |
| 6    | Maccabi Haifa       | 29 | 15 | 14 | 2455 | 2431 | +24  | 44  | Clasificados para playoffs             |
| 7    | Ironi Nes Ziona     | 29 | 13 | 16 | 2476 | 2566 | −90  | 42  | Clasificados para playoffs             |
| 8    | Hapoel Tel Aviv     | 29 | 13 | 16 | 2460 | 2466 | −6   | 42  | Clasificados para playoffs             |
| 9    | Hapoel Be'er Sheva  | 29 | 12 | 17 | 2340 | 2465 | −125 | 41  | Clasificados para Playoffs de descenso |
| 10   | Hapoel Eilat        | 28 | 11 | 17 | 2316 | 2392 | −76  | 39  | Clasificados para Playoffs de descenso |
| 11   | Ironi Nahariya      | 28 | 11 | 17 | 2276 | 2319 | −43  | 39  | Clasificados para Playoffs de descenso |
| 12   | Maccabi Ashdod (R)  | 29 | 5  | 24 | 2341 | 2634 | −293 | 34  | Clasificados para Playoffs de descenso |

 Fuente: Basket.co.il
| Local \ Visitante   | MHA   | INZ   | HTA     | INA   | HEI       | HGG   | HBS   | MAS   |
| ------------------- | ----- | ----- | ------- | ----- | --------- | ----- | ----- | ----- |
| Maccabi Haifa       |       | 94–79 |         | 66–82 | 82–90     | 80–81 |       |       |
| Ironi Nes Ziona     |       |       | 75–105  |       | 88–80     |       | 83–85 | 99–97 |
| Hapoel Tel Aviv     | 79–82 |       |         | 77–73 | 69–60     | 82–81 |       |       |
| Ironi Nahariya      |       | 89–91 |         |       | Cancelado |       | 67–69 | 86–68 |
| Hapoel Eilat        |       |       |         |       |           | 83–95 | 84–88 | 93–87 |
| Hapoel Gilboa Galil |       | 90–82 |         | 87–82 |           |       | 83–65 |       |
| Hapoel Be'er Sheva  | 83–87 |       | 84–81   |       |           |       |       | 85–80 |
| Maccabi Ashdod      | 92–99 |       | 106–105 |       |           | 81–92 |       |       |

## Playoffs
La primera ronda de playoffs se juega al mejor de tres, con el equipo mnejor coasificado jugando el primer partido y el tercero, si fuera necesario, en casa.. 
| Equipo 1              | Series | Equipo 2            | 1.er partido | 2.º partido | 3.er partido |
| --------------------- | ------ | ------------------- | ------------ | ----------- | ------------ |
| Maccabi Tel Aviv      | 2–1    | Hapoel Tel Aviv     | 67–66        | 72–82       | 83–68        |
| Hapoel Holon          | 1–2    | Hapoel Gilboa Galil | 80–77        | 65–99       | 82–87        |
| Maccabi Rishon LeZion | 2–0    | Maccabi Haifa       | 87–72        | 101–82      | —            |
| Hapoel Jerusalem      | 2–0    | Ironi Nes Ziona     | 104–79       | 114–87      | —            |

## Final Four
|  | Semifinales           | Semifinales           |                  |    | Final | Final |
|  |                       |                       |                  |    |       |       |
|  | 26 de julio           |                       |                  |    |       |       |
|  |                       |                       |                  |    |       |       |
|  | Maccabi Tel Aviv      | 81                    |                  |    |       |       |
|  | Maccabi Tel Aviv      | 81                    | 28 de julio      |    |       |       |
|  | Hapoel Gilboa Galil   | 78                    |                  |    |       |       |
|  | Hapoel Gilboa Galil   | 78                    | Maccabi Tel Aviv | 86 |       |       |
|  | 26 de julio           |                       | Maccabi Tel Aviv | 86 |       |       |
|  |                       | Maccabi Rishon LeZion | 81               |    |       |       |
|  | Hapoel Jerusalem      | Maccabi Rishon LeZion | 81               | 97 |       |       |
|  | Hapoel Jerusalem      |                       |                  | 97 |       |       |
|  | Maccabi Rishon LeZion | 100                   |                  |    |       |       |
|  | Maccabi Rishon LeZion | 100                   |                  |    |       |       |

### Semifinales
| 26 de julio de 2020 | Maccabi Tel Aviv                           | 81–78                                 | Hapoel Gilboa Galil                        |                                                                                     |  |
| 21:15               | Parciales: 24–22, 19–14, 21–15, 17–27      | Parciales: 24–22, 19–14, 21–15, 17–27 | Parciales: 24–22, 19–14, 21–15, 17–27      |                                                                                     |  |
|                     | Estadísticas Dorsey 20 Avdija 9 Caloiaro 4 | Reporte Pts Reb Asts                  | Estadísticas Ziv 23 Mitchell 8 Thomasson 4 | Pabellón: Tel Aviv Árbitros: Amit Balak, Kfir Mualem, Dan Yalon Televisión: Sport 5 |  |

| 26 de julio de 2020 | Hapoel Jerusalem                            | 97–100                                | Maccabi Rishon LeZion                        |                                                                                            |  |
| 18:30               | Parciales: 17–32, 20–18, 41–27, 19–23       | Parciales: 17–32, 20–18, 41–27, 19–23 | Parciales: 17–32, 20–18, 41–27, 19–23        |                                                                                            |  |
|                     | Estadísticas Pargo 32 Braimoh 10 Feldeine 4 | Reporte Pts Reb Asts                  | Estadísticas Harrison 21 Harrison 8 Monroe 7 | Pabellón: Tel Aviv Árbitros: Omer Esteron, Ofer Manheim, Shaul Yahalom Televisión: Sport 5 |  |

### Final
| 28 de julio de 2020 | Maccabi Tel Aviv                               | 86–81                                 | Maccabi Rishon LeZion                                  |                                                                                          |  |
| 21:00               | Parciales: 29–21, 25–15, 15–23, 17–22          | Parciales: 29–21, 25–15, 15–23, 17–22 | Parciales: 29–21, 25–15, 15–23, 17–22                  |                                                                                          |  |
|                     | Estadísticas Stoudemire 18 Hunter 8 Wilbekin 6 | Reporte Pts Reb Asts                  | Estadísticas Harrison 38 Harrison, Monroe 6 Harrison 5 | Pabellón: Tel Aviv Árbitros: Sefi Shemesh, Erez Gurion, Zahi Habdali Televisión: Sport 5 |  |

| Campeón Ligat ha'Al 2019-20 2019–20 |
| ----------------------------------- |
| Maccabi Tel Aviv 54.º título        |

## Galardones

### Jugador de la semana
| Jornada   | Jugador                | Equipo                | Eficiencia | Ref     |
| Octubre   | Octubre                | Octubre               | Octubre    | Octubre |
| --------- | ---------------------- | --------------------- | ---------- | ------- |
| 1         | T. J. Cline            | Hapoel Holon          | 27         | [ 2 ]   |
| 2         | Alex Hamilton (1/3)    | Maccabi Rishon LeZion | 36         | [ 3 ]   |
| 3         | Lior Eliyahu (1/2)     | Maccabi Ashdod        | 26         | [ 4 ]   |
| 4         | Scottie Wilbekin       | Maccabi Tel Aviv      | 34         | [ 5 ]   |
| Noviembre |                        |                       |            |         |
| 5         | Rafi Menco (1/2)       | Hapoel Eilat          | 20         | [ 6 ]   |
| 6         | Dominic Waters         | Ironi Nahariya        | 32         | [ 7 ]   |
| Diciembre |                        |                       |            |         |
| 8         | Jarmar Gulley (1/2)    | Hapoel Gilboa Galil   | 42         | [ 8 ]   |
| 8         | Justin Tillman         | Hapoel Gilboa Galil   | 29         | [ 8 ]   |
| 9         | James Feldeine         | Hapoel Jerusalem      | 44         | [ 9 ]   |
| 10        | Alex Hamilton (2/3)    | Maccabi Rishon LeZion | 33         | [ 10 ]  |
| 11        | Jake Cohen             | Maccabi Tel Aviv      | 42         | [ 11 ]  |
| 12        | Lior Eliyahu (2/2)     | Maccabi Ashdod        | 30         | [ 12 ]  |
| Enero     |                        |                       |            |         |
| 13        | Alex Hamilton (3/3)    | Maccabi Rishon LeZion | 43         | [ 13 ]  |
| 14        | Jordan Hamilton        | Hapoel Tel Aviv       | 33         | [ 14 ]  |
| 15        | Édgar Sosa             | Hapoel Gilboa Galil   | 37         | [ 15 ]  |
| 16        | Jarmar Gulley (2/2)    | Hapoel Gilboa Galil   | 51         | [ 16 ]  |
| 17        | Gregory Vargas (1/2)   | Maccabi Haifa         | 22         | [ 17 ]  |
| Febrero   |                        |                       |            |         |
| 18        | Gregory Vargas (2/2)   | Maccabi Haifa         | 33         | [ 18 ]  |
| 19        | Rafi Menco (2/2)       | Hapoel Eilat          | 37         | [ 19 ]  |
| Marzo     |                        |                       |            |         |
| 20        | Jeff Withey            | Ironi Nes Ziona       | 35         | [ 20 ]  |
| 21        | Manny Harris           | Hapoel Holon          | 41         | [ 21 ]  |
| Junio     |                        |                       |            |         |
| 22        | Ziv Ben-Zvi            | Hapoel Eilat          | 28         | [ 22 ]  |
| 23        | Tamir Blatt            | Hapoel Jerusalem      | 24         | [ 23 ]  |
| 24        | Scottie Wilbekin (2/2) | Maccabi Tel Aviv      | 28         | [ 24 ]  |
| Julio     |                        |                       |            |         |
| 25        | Evan Bruinsma          | Hapoel Be'er Sheva    | 42         | [ 25 ]  |
| 26        | Cameron Oliver         | Ironi Nes Ziona       | 39         | [ 26 ]  |
| 27        | Yiftach Ziv            | Hapoel Gilboa Galil   | 25         | [ 27 ]  |
| 28        | JP Tokoto              | Ironi Nes Ziona       | 41         | [ 28 ]  |
| 29        | Andrew Andrews         | Maccabi Haifa         | 36         | [ 29 ]  |
| QR1       | D'Angelo Harrison      | Maccabi Rishon LeZion | 35         | [ 30 ]  |
| QR2       | Yam Madar              | Hapoel Tel Aviv       | 24         | [ 31 ]  |
| QR3       |                        |                       |            |         |

### Jugador del mes
| Mes       | Jugador        | Equipo              | Eficiencia | Ref    |
| --------- | -------------- | ------------------- | ---------- | ------ |
| Octubre   | Justin Tillman | Hapoel Gilboa Galil | 31.3       | [ 32 ] |
| Noviembre | Jeff Withey    | Ironi Nes Ziona     | 29.0       | [ 33 ] |
| Diciembre | Jake Cohen     | Maccabi Tel Aviv    | 23.8       | [ 34 ] |
| Enero     | Jarmar Gulley  | Hapoel Gilboa Galil | 28.2       | [ 35 ] |

### Jugador israelí del mes
| Mes       | Jugador       | Equipo           | Eficiencia | Ref    |
| --------- | ------------- | ---------------- | ---------- | ------ |
| Octubre   | Omri Casspi   | Maccabi Tel Aviv | 15.5       | [ 36 ] |
| Noviembre | Raviv Limonad | Ironi Nes Ziona  | 17.4       | [ 37 ] |
| Diciembre | –             | –                | –          | –      |
| Enero     | Deni Avdija   | Maccabi Tel Aviv | 18.3       | [ 38 ] |

### Entrenador del mes
| Mes       | Entrenador           | Equipo              | G-P | Ref.   |
| --------- | -------------------- | ------------------- | --- | ------ |
| Octubre   | Lior Lubin           | Hapoel Gilboa Galil | 3–0 | [ 39 ] |
| Noviembre | Nadav Zilberstein    | Ironi Nes Ziona     | 2–0 | [ 40 ] |
| Diciembre | Ioannis Sfairopoulos | Maccabi Tel Aviv    | 5–0 | [ 41 ] |
| Enero     | Stefanos Dedas       | Hapoel Holon        | 4–1 | [ 42 ] |